# Castillo de Alcudia de Veo
El castillo de Alcudia de Veo en la provincia de Castellón y ubicado al norte del propio municipio de Alcudia de Veo, es una fortaleza de origen árabe que se sitúa sobre un monte de fuertes pendientes frente a la población, a la orilla izquierda del río Veo.

## Descripción
El castillo, de planta irregular, contaba con varios recintos amurallados. El exterior islámico cuenta con torres de cuatro alturas y planta cuadrada con saeteras y rematadas por almenas, las cuales están realizadas con tapial.
En su interior contaba con otro recinto configurando un doble cinturón defensivo.
En época cristiana se añadió un nuevo muro alrededor de la torre del homenaje de planta circular y construida con mampuesto.